# Dalonien

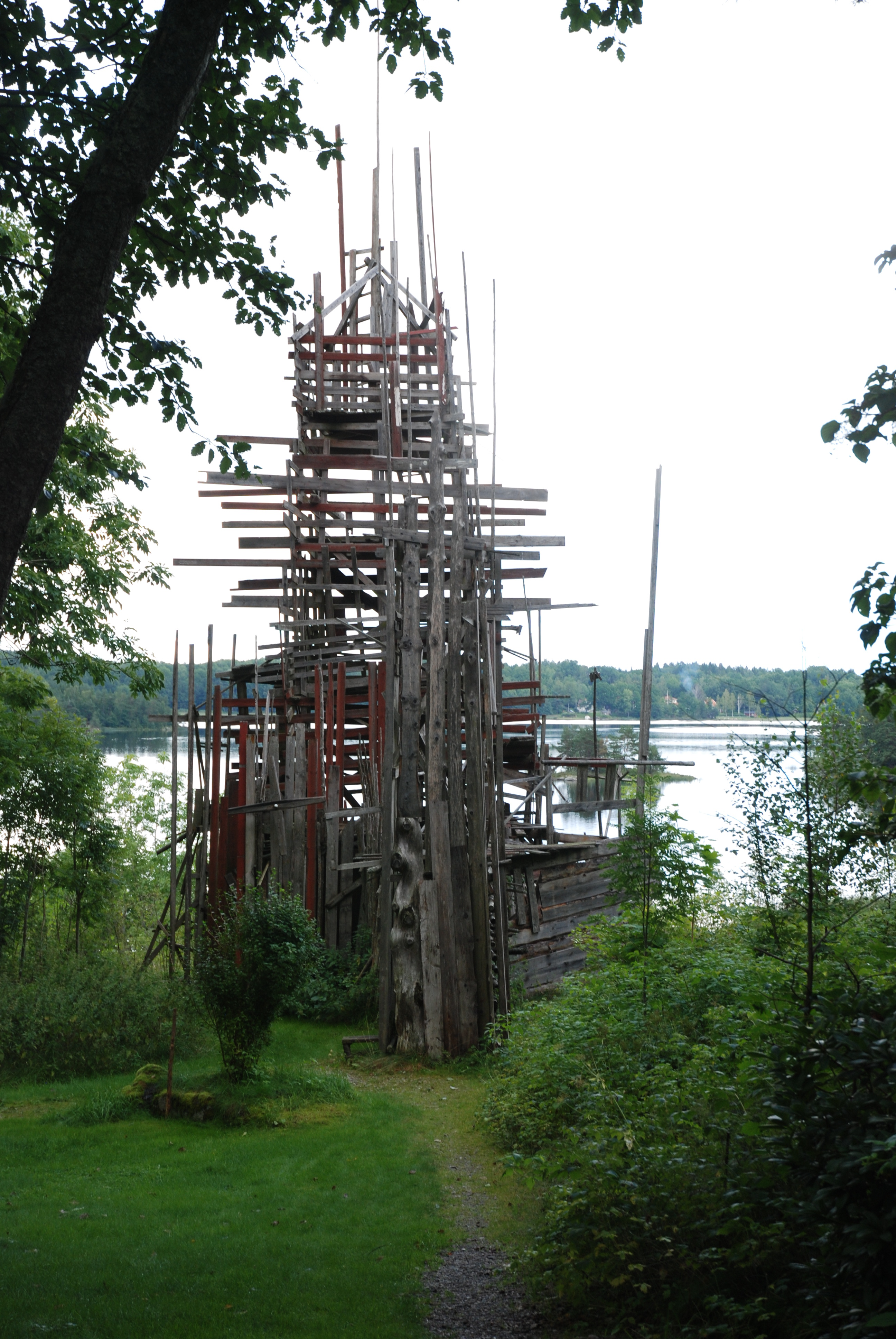
Dalonien i Upperud, Dalsland (2010).

Dalonien var ett tolv meter högt trätorn i parken utanför Dalslands Museum & Konsthall i Upperud, byggt i maj 2004 av skolelever i olika åldrar och studenter från Stenebyskolan. Dalonien brändes ner av räddningstjänsten i mars 2016 eftersom det bedömdes vara så pass förfallet att det utgjorde en fara för besökarna.
Byggnadsmaterialet utgjordes av bjälkar och brädor från en gammal dalslandslada. Trätornet, som utgör mikronationen Dalonien, hade en dansbana på första våningen och entré med egen utsiktspost. Redan innan bygget påbörjades vållade det debatt i lokaltidningen Dalslänningen.
Den kontroversielle konstnären Lars Vilks var arbetsledare och inspiratör och namnet Dalonien är en ordlek med Dalsland och Ladonien. Enligt Lars Vilks skulle Dalonien vara en ladonsk koloni. Detta ledde till protester från de studenter från Stenebyskolan som under en av dagarna deltog i byggandet av Dalonien. Under arbetets gång förklarade de bygget som ockuperat och en av studenterna, Anna Svensson, förklarade att styret av Dalonien skulle förläggas till föreningen Stenebyskolans Händer, vars mål är att främja konsthantverken i området.
Den 23 maj 2004 utropades Daloniens självständighet. Nycirkusen Cirkity Gravikus från Göteborg medverkade, klezmerbandet Tiger Talar framförde romsk folkmusik och Ladoniens Hopp- & Konstminister Fredrik Larsson (eg. Fredrik Axwik) gjorde ett protesthopp i sjön Spången (en del av Svanefjorden), från ångbåten S/S Hamfri.